# 모치바

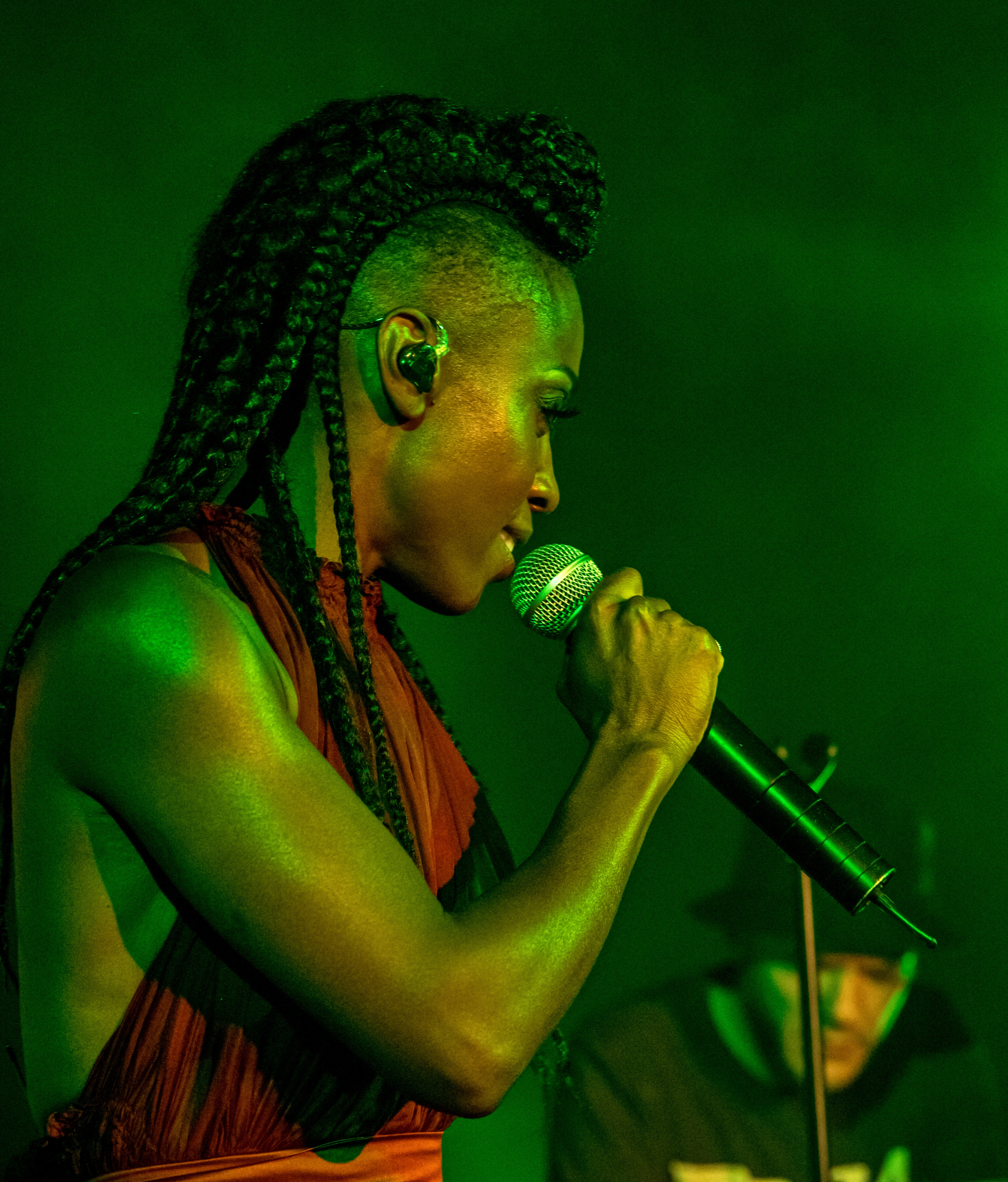
Morcheeba, 텐트 뮤직 페스티벌 2018 프라이 부르크, 독일

모치바(Morcheeba)는 잉글랜드의 밴드이다. 특히 "Rome Wasn't Built in a Day"라는 노래로 유명하다.